# Гохар Гаспарян
Гохар Микаеловна Гаспарян (на гръцки: Գոհար Միքայելի Գասպարյան) е арменска оперна певица, сопран.

## Биография
Гохар Гаспарян е родена на 14 декември 1924 г. (според други източници – 12 февруари 1922 г.  в Кайро (според други източници в село Ибрахим-Шаркиай, Египет. Учи в Музикалната академия в града. През 1948 г. емигрира в Арменската съветска социалистическа република заедно с хиляди други арменци от Близкия изток.
От 1949 г. започва да пее в Арменската опера театър. Участва в 23 опери, както и в концерти. Учила е още и в Държавната музикална консерватория в Ереван. Гаспарян е награждавана със званията Народен артист на СССР (1956), Герой на социалистическия труд на СССР (1984) и орден Месроп Маштотс.
Пее в множество съветски градове, както и в Полша, Унгария, Румъния, Англия, Франция, Япония, САЩ, Канада, Бразилия, Мексико, Турция.
От 1964 г. преподава в Държавната консерватория „Комитас“ в Ереван, а от 1973 г. е професор там. Подготвя цяла плеяда певци и певици.
Ученик е бил и нейния съпруг Тигран Левонян.
Депутат е във Върховния съвет на СССР от 1966 до 1974. Депутат във Върховния съвет на Арменската ССР.
Погребана е в Пантеона Комитас в центъра на Ереван.

## Творчество

### Партии в операта
- Ануш – „Ануш“ А.Т. Тигранян
- Шушан – „Давид-бек“ А.Т. Тигранян
- Гоар – „Героиня“ А.Л. Степанян
- Олимпия – „Аршак II“ Т.Г. Чухаджян
- Каринэ – „Каринэ“ Т.Г. Чухаджян
- Лючия – „Лючия ди Ламмермур“ Г. Доницети
- Линда – „Линда ди Шамуни“ Г. Доницети
- Норина – „Дон Паскуале“ Г. Доницети
- Лакме – „Лакме“ Лео Делиб
- Виолета – „Травиата“ Дж. Верди
- Дездемона – „Отело“ Дж. Верди
- Джилда – „Риголето“ Дж. Верди
- Розина – „Севилският бръснар“ Дж. Росини
- Норма – „Норма“ В. Белини
- Марфа – „Царска невеста“ Н.А. Римски-Корсаков
- Прилепа – „Пиковая дама“ П.И. Чайковски
- Шемаханская царица – „Золотой петушок“ Н.А. Римски-Корсаков
- Динора – „Динора“ Дж. Мейербер
- Амина – „Сомнамбула“ В. Белини
- Маргарита – „Фауст“ Ш. Гуно
- Жулиета – „Ромео и Жулиета“ Ш. Гуно
- Неда – „Паяци“ Р. Леонкавало.

### Филмография
- 1954 – „Армянский киноконцерт“, Ереванская киностудия, режисьори: Л. Исакян, Г. Саркисов (има арии от арменски опери; в това число изпълнител е и Гохар Гаспарян)
- 1954 – „Тайна горного озера“, Ереванская киностудия, реж. А. Роу (филм за деца, песента Карина изпълнява Гохар Гаспарян)
- 1959 – „В этот праздничный вечер“, Центральное телевидение, реж. Герман Ливанов, Фахри Мустафаев (музикален филм)
- 1963 – „Поет Гохар Гаспарян“, „Арменфилм“, реж. Г. Мелик-Авакян (филма се състои от единадесет музикални новели, които изпълнява Гохар Гаспарян)
- 1967 – „Каринэ“, „Арменфильм“, реж. А. Манарян (музикална комедия по оперетата на Т. Чухаджян „Леблебиджи“, ролята на Карина изпълнява Гохар Гаспарян)
- 1974 – „Гохар“, студия телефилми „Ереван“, реж. М. Варжапетян (филм-концерт с участието на Гохар Гаспарян)
- 1983 – „Ануш“, студия телефилми „Ереван“, реж. М. Варжапетян (филм-опера по едноименното произведение на А. Тигранян; ролята на Ануш изпълнява С. Саакянц, партията на Ануш изпълнява Гохар Гаспарян)
- 1988 – „Аршак II“, „Арменфильм“, реж. Т. Левонян (филм-опера по едноименното произведение на Т. Чухаджян; партията на Олимпия изпълнява Гохар Гаспарян).